# 塚目車站
塚目車站 （日语：／ Tsukanome eki */?）是一由東日本旅客鐵道（JR東日本）所經營的鐵路車站，位於日本宮城縣大崎市古川，是JR東日本陸羽東線沿線的一個無人小站。塚目車站位於JR東日本仙台支社的管轄範圍內，由隔鄰的古川車站負責管理。

## 車站結構
塚目車站是一個設有側式月台一座一條乘車線的地面車站。設有一個可兼當候車室用途的簡易站房。

## 相鄰車站
東日本旅客鐵道
■陸羽東線
古川－塚目－西古川